# Нікарагуа на літніх Олімпійських іграх 2020
Нікарагуа на літніх Олімпійських іграх 2020 представляли вісім спортсменів у шести видах спорту.

## Спортсмени
| Вид спорту            | Чоловіки | Жінки | Загалом |
| --------------------- | -------- | ----- | ------- |
| Легка атлетика        | 1        | 0     | 1       |
| Дзюдо                 | 0        | 1     | 1       |
| Академічне веслування | 1        | 1     | 2       |
| Стрільба              | 1        | 0     | 1       |
| Плавання              | 1        | 1     | 2       |
| Важка атлетика        | 0        | 1     | 1       |
| Загалом               | 4        | 4     | 8       |